# تشاي باغي
تشاي باغي هي قرية في مقاطعة مراغة، إيران. عدد سكان هذه القرية هو 279 في سنة 2006.